# Dassault Systèmes
Dassault Systèmes SE ([daso sistɛm]; сокращенно 3DS) — французская компания со штаб-квартирой в Велизи-Виллакубле (департамент Ивелин, регион Иль-де-Франс). Разрабатывает программное обеспечение для 3D-дизайна, создания цифровых макетов и управления жизненным циклом продукта (PLM).

## История
Компания появилась в 1970-е годы в качестве отдела САПР в компании Dassault Aviation, как отдельное юридическое лицо была зарегистрирована в 1981 году.
В 2019 году Dassault Systèmes приобрела за $5.8 миллиарда компанию Medidata, производящую программные сервисы (SaaS) для лечения, разработки лекарств, их тестирования, сертификации и т. д.

## Деятельность
Наиболее известные продукты:
- CATIA — 3D-система проектирования;
- SolidWorks — инструмент САПР (приобретена в 1997 году);
- 3DEXPERIENCE — облачная платформа для создания программ;
- ENOVIA — программа для управления данными о продукте,
- DELMIA — программа для моделирования производственных процессов,
- SIMULIA — система инженерного анализа.

## Рейтинги
В 2021 году компания заняла 19-е место в опубликованном Forbes рейтинге лучших работодателей, а в 2022 году — 1097-е в рейтинге крупнейших публичных компаний мира.
В 2018 году тот же журнал поместил её на 48-е место среди инновационных компаний и на 30-е место в мире среди цифровых.